# Septa flaveola
Septa flaveola is een slakkensoort uit de familie van de Ranellidae. De wetenschappelijke naam van de soort is voor het eerst geldig gepubliceerd in 1798 door Röding.